# Fontaine de Sainte-Marie
La Fontaine de Sainte-Marie est une fontaine située sur la commune de Sainte-Marie dans le département français du Doubs.

## Localisation
La fontaine est située dans la rue de Lougres.

## Histoire
La fontaine est datée de 1824, date que l'on retrouve sur une dédicace apposée à la fontaine.
La fontaine est inscrite aux monuments historiques par arrêté du 6 mars 1979.

## Architecture

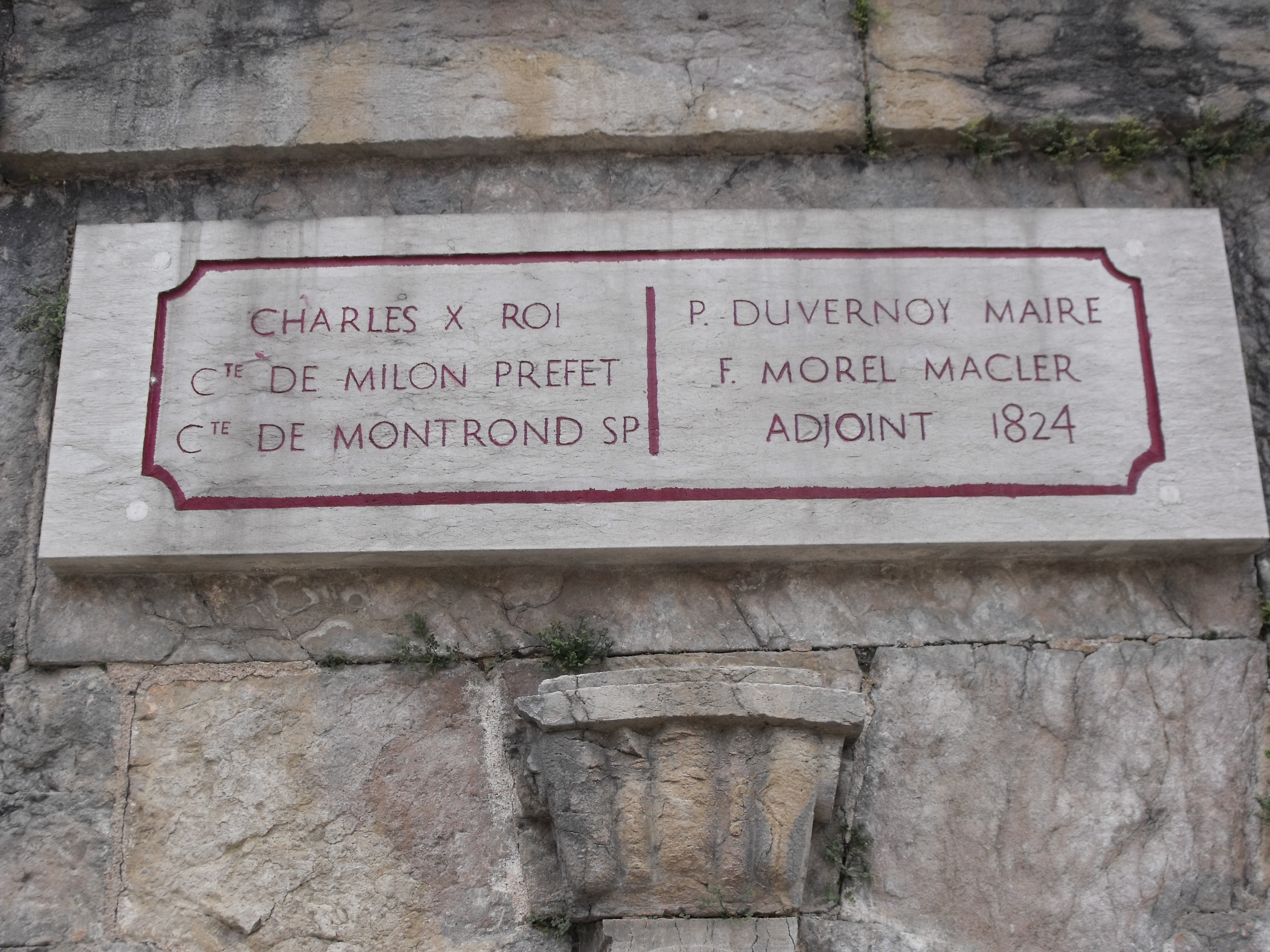
Dédicace de la fontaine

La fontaine se compose d'un petit bâtiment carré abritant l'arrivée d'eau et de deux bassins rectangulaires.
Apposée au dos de la fontaine, une dédicace comporte des noms ainsi que la date de construction.

## Galerie

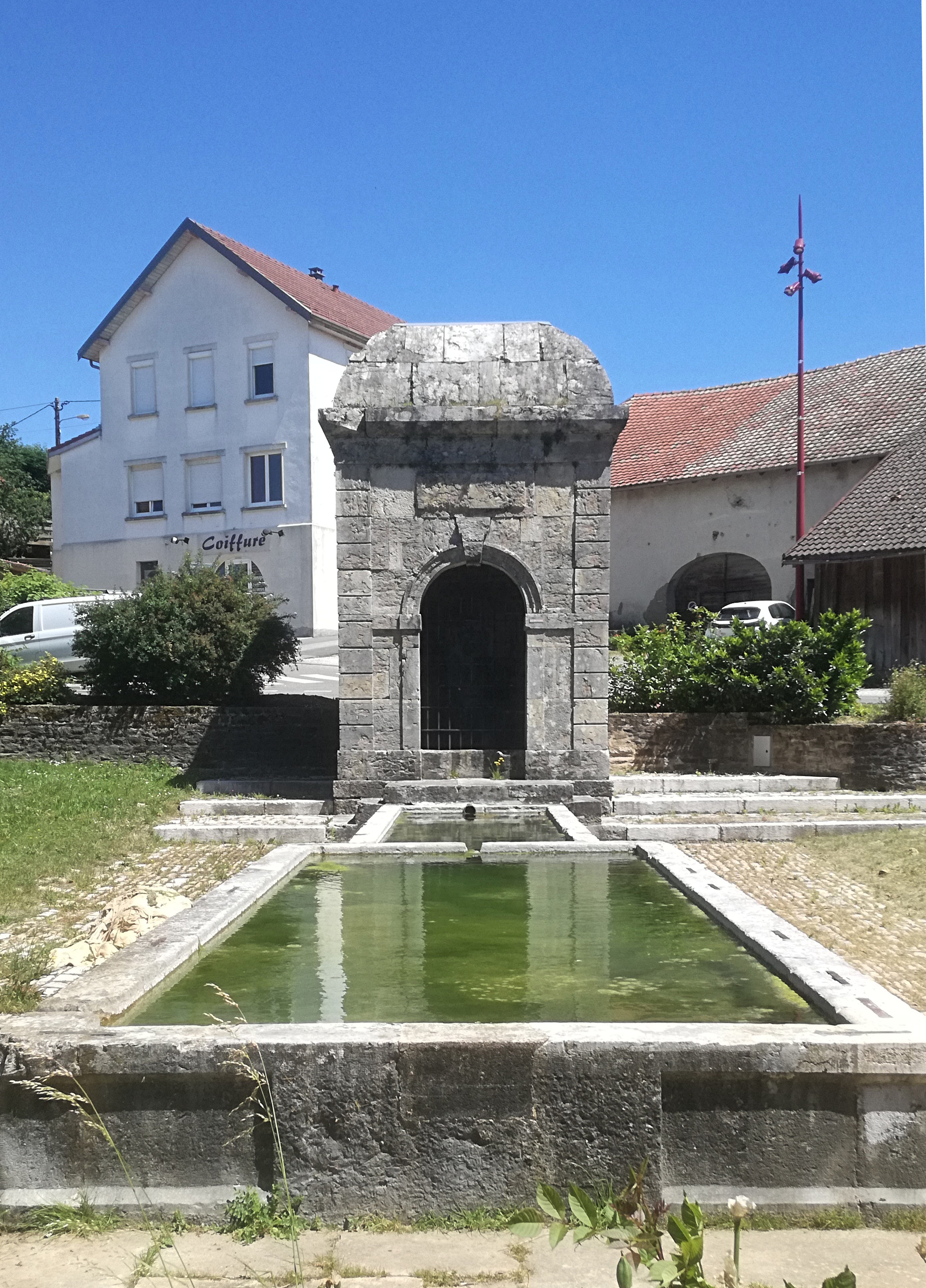
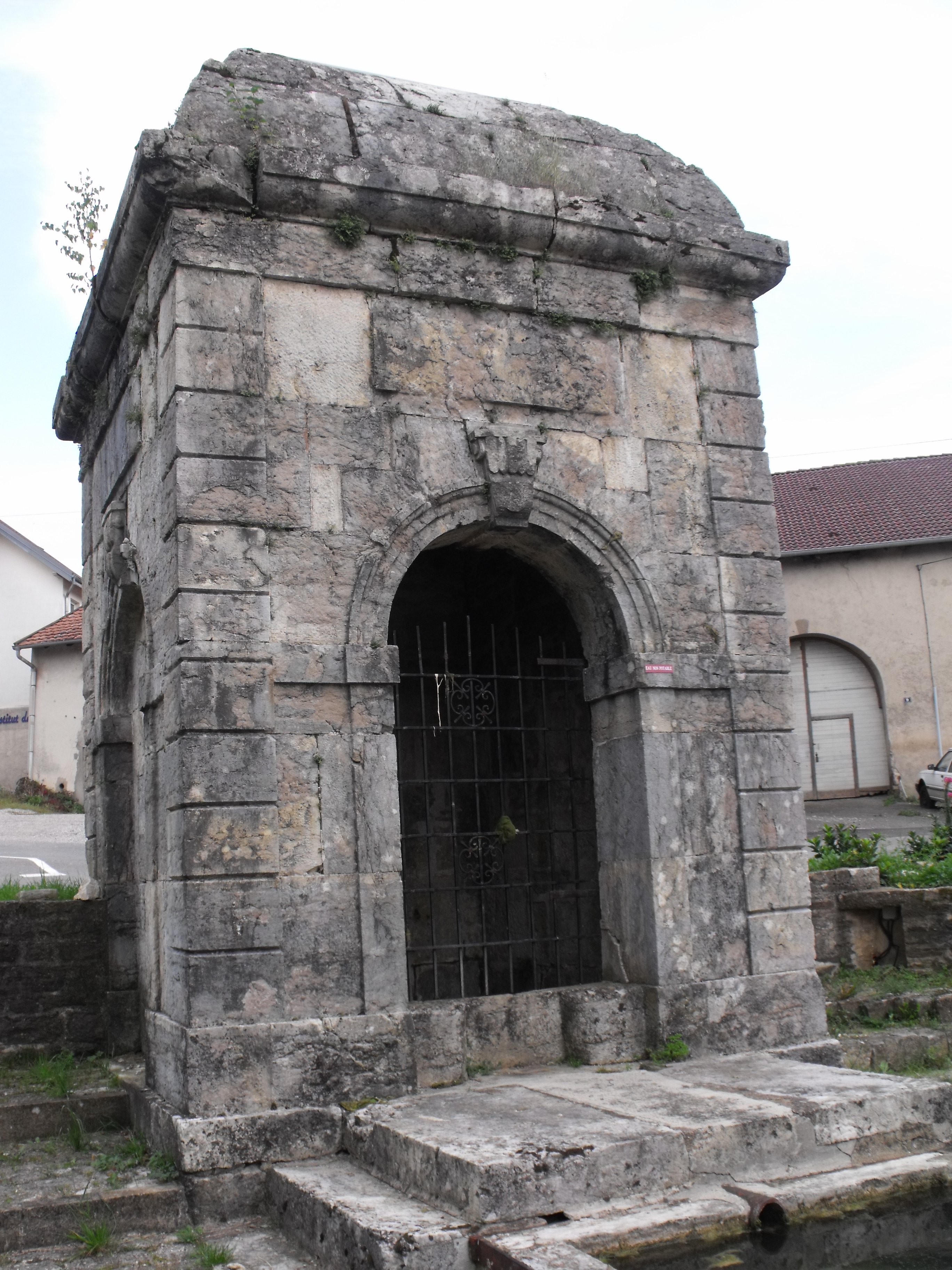
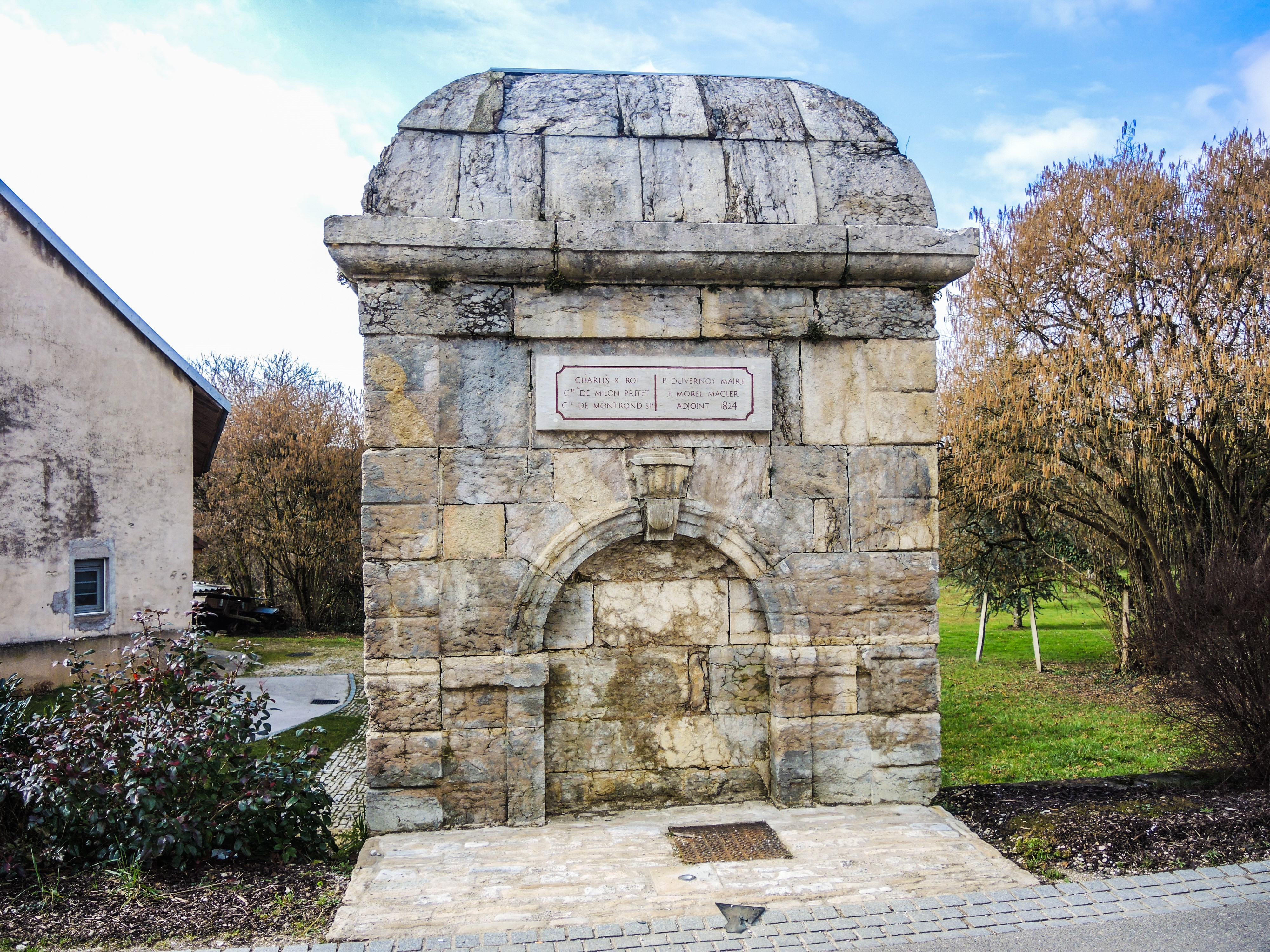
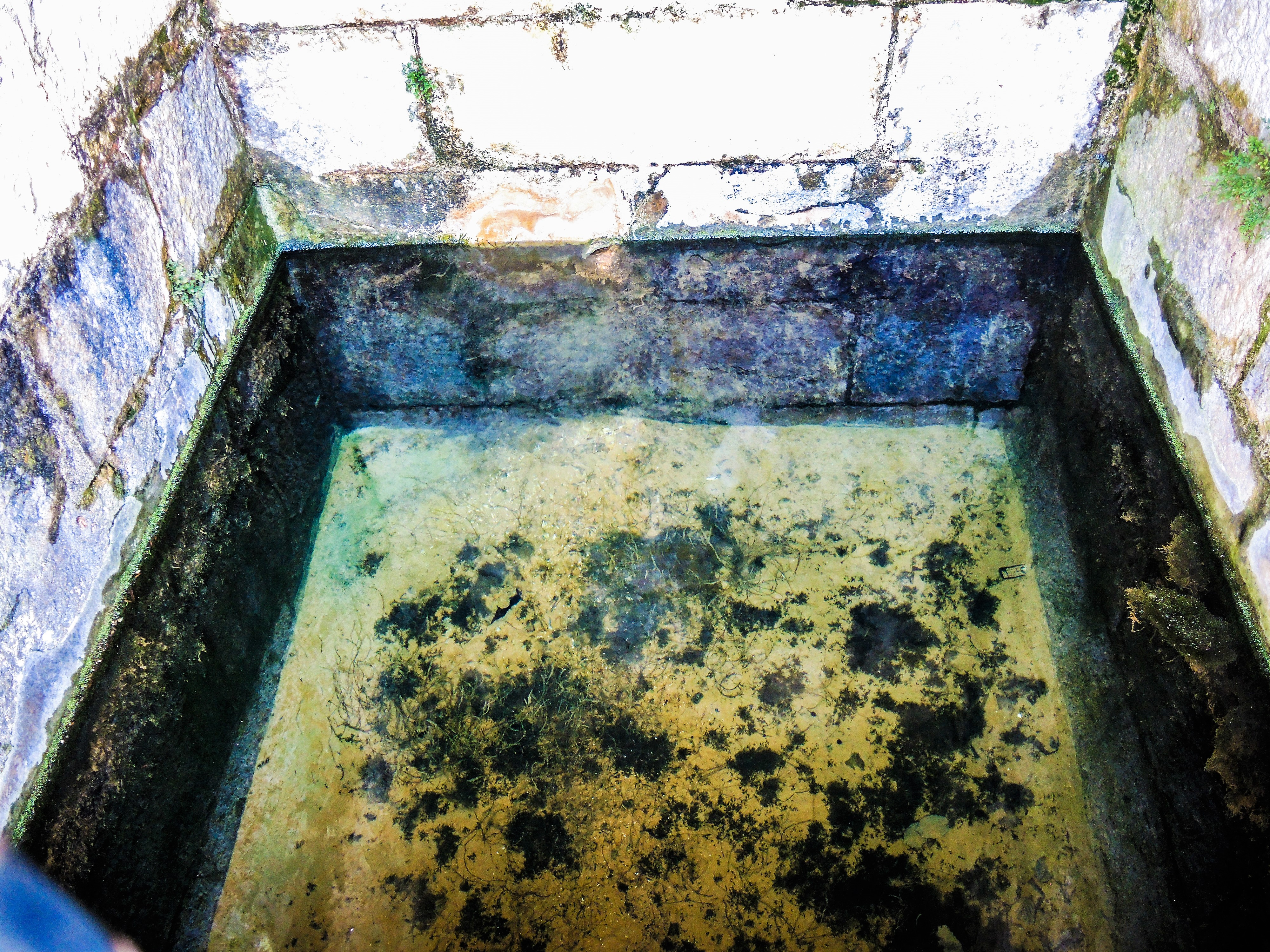